# Кириченко, Григорий Сергеевич
Григорий Сергеевич Кириченко (28 сентября 1954, Луганская область, Украинская ССР — 12 мая 2024, Тольятти, Самарская область) — участник Афганской войны (1979—1989), участник Первой чеченской войны, Герой Российской Федерации (1995). Старший техник 1-й роты 81-го гвардейского мотострелкового полка 90-й гвардейской танковой дивизии 2-й гвардейской танковой армии Приволжского военного округа, старший прапорщик.

## Биография
Родился в 1954 году в Луганской области Украины. Украинец. После школы до призыва в армию работал литейщиком.
В 1972 году призван в Советскую Армию. Срочную службу проходил сержантом в танковых войсках в Чехословакии. По окончании срочной службы остался в армии. Окончил школу прапорщиков, получил специальность «инструктор по вождению танков».
С 1980 по 1988 год — участник боевых действий в Демократической республике Афганистан. Участвовал в проводке автоколонн с боеприпасами, продовольствием.
С 1988 по 1992 год в звании старшего прапорщика продолжал службу в учебном центре боевой подготовки, обучал военному делу афганцев, в том числе личную гвардию президента Афганистана Наджибуллы. С 1992 по 1994 год, после вывода советских войск и распада СССР, служил в армии Узбекистана. Во время гражданской войны в Таджикистане с оружием в руках защищал русское население. В 1994 году уехал в Россию.
С июня 1994 года продолжил службу старшим техником роты 81-го гвардейского мотострелкового полка 90-й гвардейской танковой дивизии Приволжского военного округа, расквартированного в поселке Рощинский Волжского района Самарской области. В середине декабря 1994 года полк был направлен на Северный Кавказ.
В ночь на 1 января 1995 года участвовал в составе полка в штурме Грозного. Вошедшая в город колонна попала в засаду. Замыкающей в колонне шла БМП техпомощи Кириченко. Кириченко загнал БМП в ближайший двор, занял место наводчика и самостоятельно уничтожил пулеметную точку в доме напротив, до этого ведшую интенсивный огонь.
Затем погрузил на борт первых пятерых раненых, отвёз их в медсанбат и вернулся в бой. Под огнём противника сделал несколько рейсов в город вместе с механиком-водителем Юрием Бажайкиным и сержантом-медиком Виктором. В десантном отсеке БМП вывез в общей сложности 68 раненых солдат и офицеров своего полка и 131-й Майкопской бригады, в том числе тяжело раненого командира полка полковника Ярославцева. По приказу исполняющего обязанности командира полка подполковника Станкевича И.В. проводил колонны к Дворцу. Кроме того, экипаж вывез с поля боя 28 павших бойцов и офицеров.
2 января был тяжело ранен в руку и попал в медсанбат. При этом БМП, на которой его доставили к позициям федеральных сил, на обратном пути сгорела. Возможно, поэтому он был представлен к присвоению звания Герой Российской Федерации посмертно.
В отставке с 1996 года.
Был женат. Две взрослые дочери.
Жил в селе Ягодное Ставропольского района Самарской области. В конце 2023 года переехал в Тольятти.
Скончался 12 мая 2024 года в Самарской области на 70-м году жизни.

## Награды
Указом Президента Российской Федерации от 21 июня 1995 года за мужество и героизм, проявленные при выполнении воинского долга, старшему прапорщику Кириченко Григорию Сергеевичу присвоено звание Героя Российской Федерации.
Зимой 1996 года в Кремле Президент России Б. Н. Ельцин вручил награду Г. С. Кириченко.

## Память
- Имя увековечено на памятной стеле Героев, установленной возле Дома офицеров в Самаре.